# Zelotes rufi
Zelotes rufi är en spindelart som beskrevs av Sergei L. Esyunin och Viktor E. Efimik 1996. Zelotes rufi ingår i släktet Zelotes och familjen plattbuksspindlar. Inga underarter finns listade i Catalogue of Life.